# Museum for Legetøj og Automatik
Museum for Legetøj og Automatik (Museu de Joguets i Autòmats) er et museum i Verdú ved Lleida i den vestlige del af Catalonien (Spanien), ca. 100 km vest for Barcelona. Museet er specialiseret i legetøj, herunder specielt legetøj med indbygget automatik til bevægelse m.m. Museet, der omfatter en samling på mere end tusinde objekter, er placeret i en bygning med en imponerende og spektakulær arkitektur, der gør det til et af de mest usædvanlige museer af sin art.
Museet er indrettet i en gammel bygning kendt kom Cal Jan, der oprindelig er opført i det 15. århundrede. Bygningen ligger i Verdús centrum, og den er fra 1999 transformeret til et museum med udstillinger i tre etager med et samlet udstillingsareal på mere end 2.000 m². 

## Eksterne links
- Museu de Joguets i Autòmats – officiel website Arkiveret 8. juli 2008 hos  Wayback Machine

41°36′37″N 1°08′33″Ø / 41.610275°N 1.142589°Ø